# Гаука
Гаука (ест. Hauka) — село в Естонії, входить до складу волості Валґ'ярве, повіту Пилвамаа.